# Löschpapier

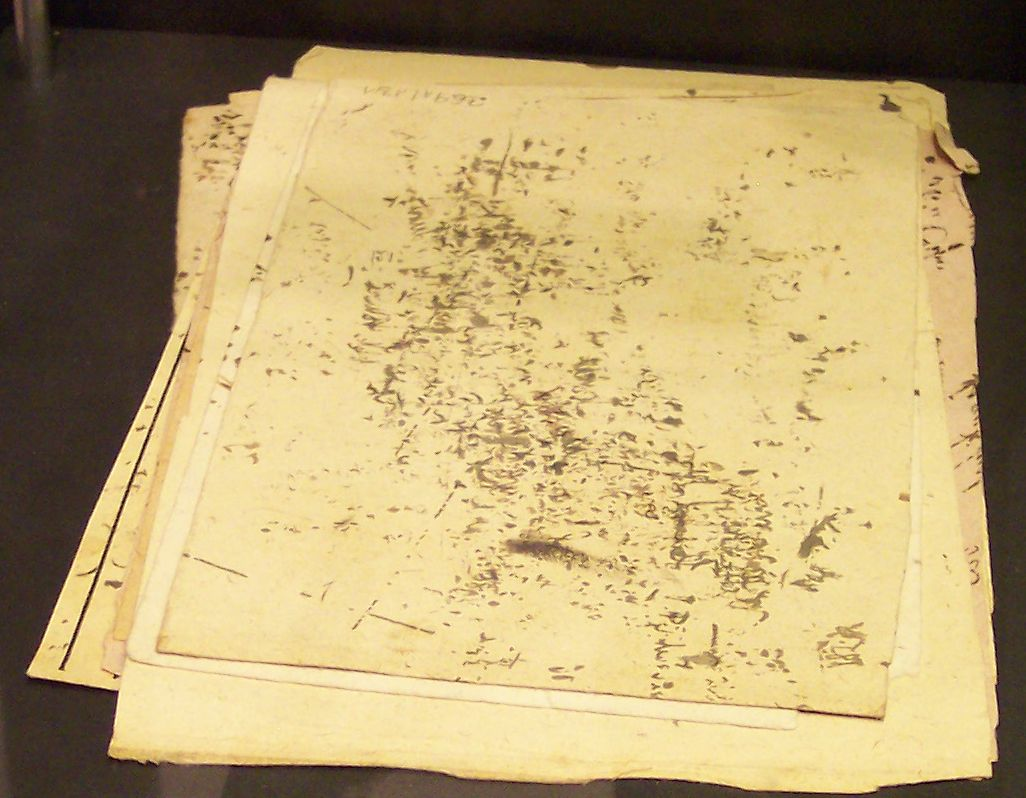
Löschpapier

Löschpapier (auch Vliespapier oder Fließpapier, Löschblatt oder Saugpapier) ist ein ungeleimtes und wenig gepresstes Papier. Aufgrund dieses lockeren Aufbaus bildet es feine Kapillaren, die Flüssigkeiten (beispielsweise Tinte) schnell aufsaugen.

## Geschichte

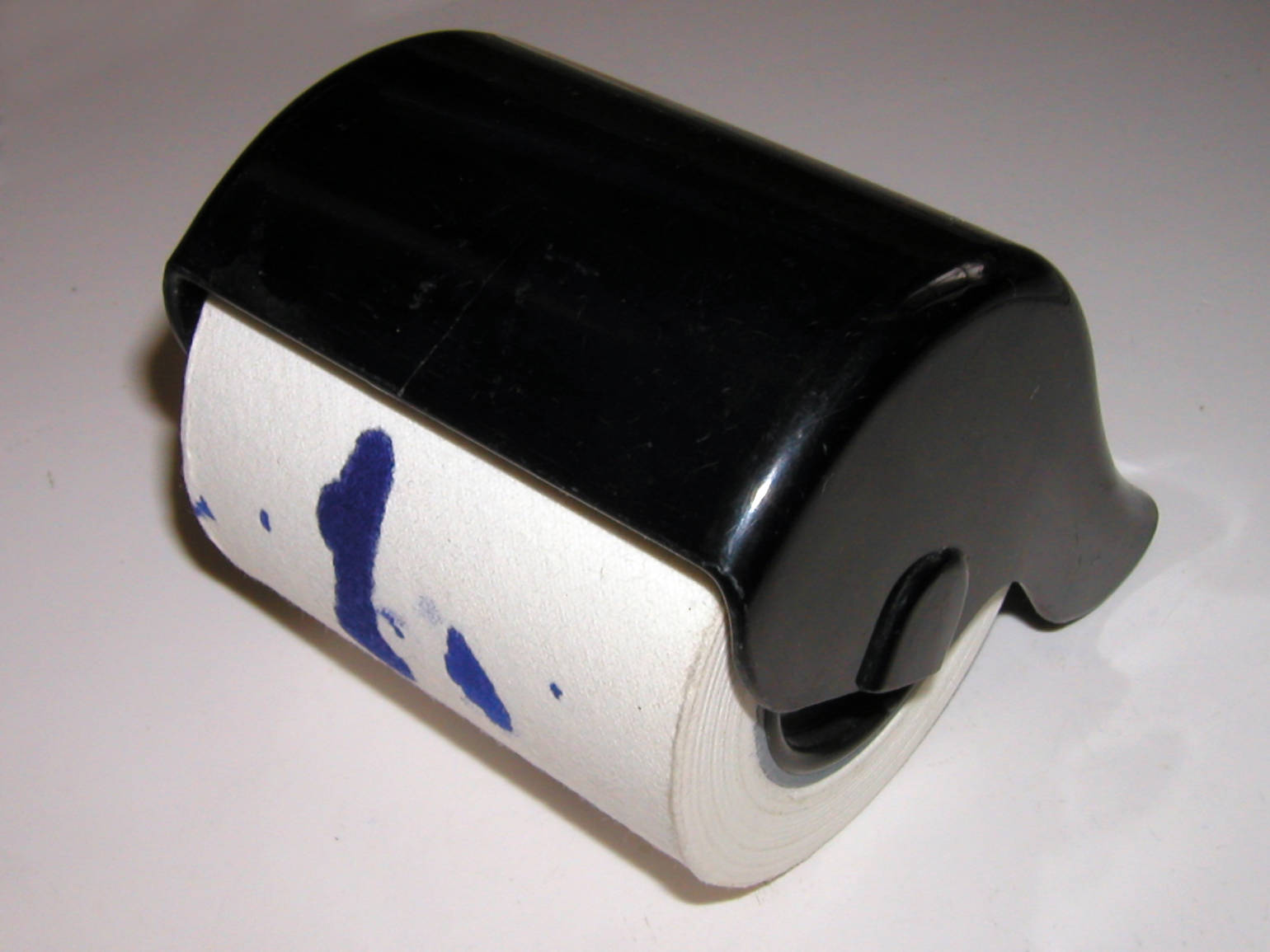
Löschpapier in Rollenform

Das Löschblatt wird bereits im Orbis sensualium pictus (1658) von Johann Amos Comenius erwähnt, jedoch wurde auch noch lange Zeit der Schreibsand (auch Streusand genannt) verwandt. 1827 findet sich eine Beschreibung von Löschpapier im Brockhaus Konversations-Lexikon.
Besondere Verbreitung findet Löschpapier in der Schule, da die Hersteller von Schreibheften fast jedem Heft ein lose eingelegtes Blatt Löschpapier beigeben. In Büros und Amtsstuben sind gelegentlich noch Löschpapierroller oder Löschwiegen in Gebrauch. Das Löschpapier hat die Aufgabe, überschüssige Flüssigkeiten wie Tinte oder Druckerfarbe aufzunehmen und unerwünschtes Verwischen zu verhindern. Durch die vermehrte Nutzung von Kugelschreibern und Roller Pens insbesondere in Schulen oder den direkten Gebrauch von elektronischen Hilfsmitteln wie Personalcomputern ist die Verwendung von Löschpapier rückläufig.
Die heute gebräuchlichen Kaffeefilter wurden ursprünglich aus Löschpapier hergestellt.

## Tintenlöscher und  Löschwiegen

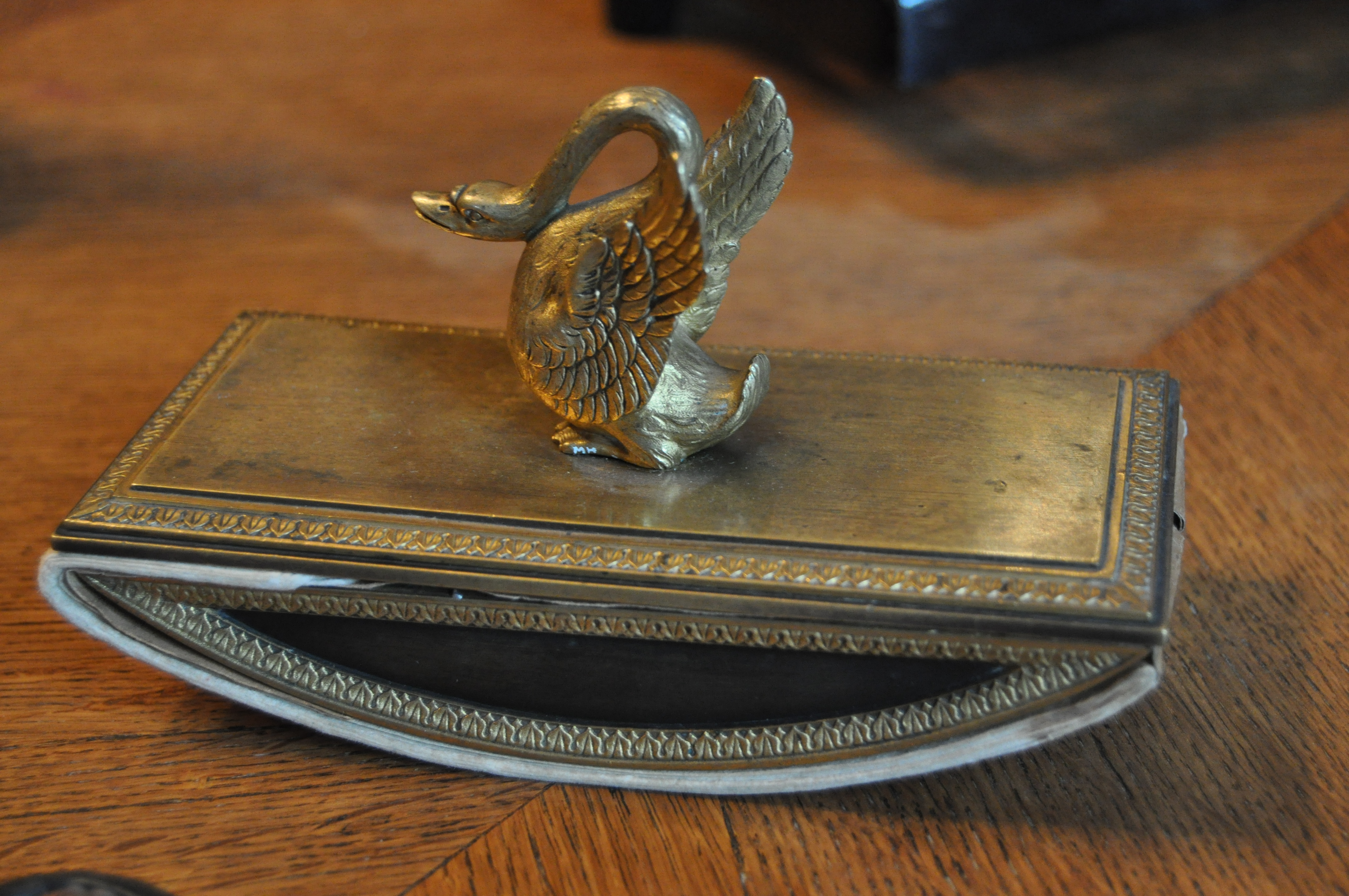
Löschwiege

Als eine Folge der Erfindung des Löschpapiers verbreiteten sich in der zweiten Hälfte des 19. Jahrhunderts sogenannte „Tintenlöscher“ oder „Tintenwiegen“. Sie zählten in der gehobenen Gesellschaft bald als repräsentative Schreibtischutensilien, die die bisherigen Streusanddosen mehr und mehr verdrängten. 
Johann Wolfgang von Goethe besaß beispielsweise eine Streusandbüchse. Auch die Brüder Jacob und Wilhelm Grimm hatten solche Dosen in Gebrauch, die in einer Ausstellung des Germanischen Nationalmuseums neben Exponaten wie dem Tintenlöscher der deutschen Kaiserin Auguste Viktoria zu sehen sind. Solche Tintenlöscher bestanden aus einer hölzernen Wiege (Halbrundform), über die ein Löschpapier gespannt wurde. Die Deckplatte konnte abgenommen werden, um das Löschpapier auszutauschen.

## Herstellung und Eigenschaften

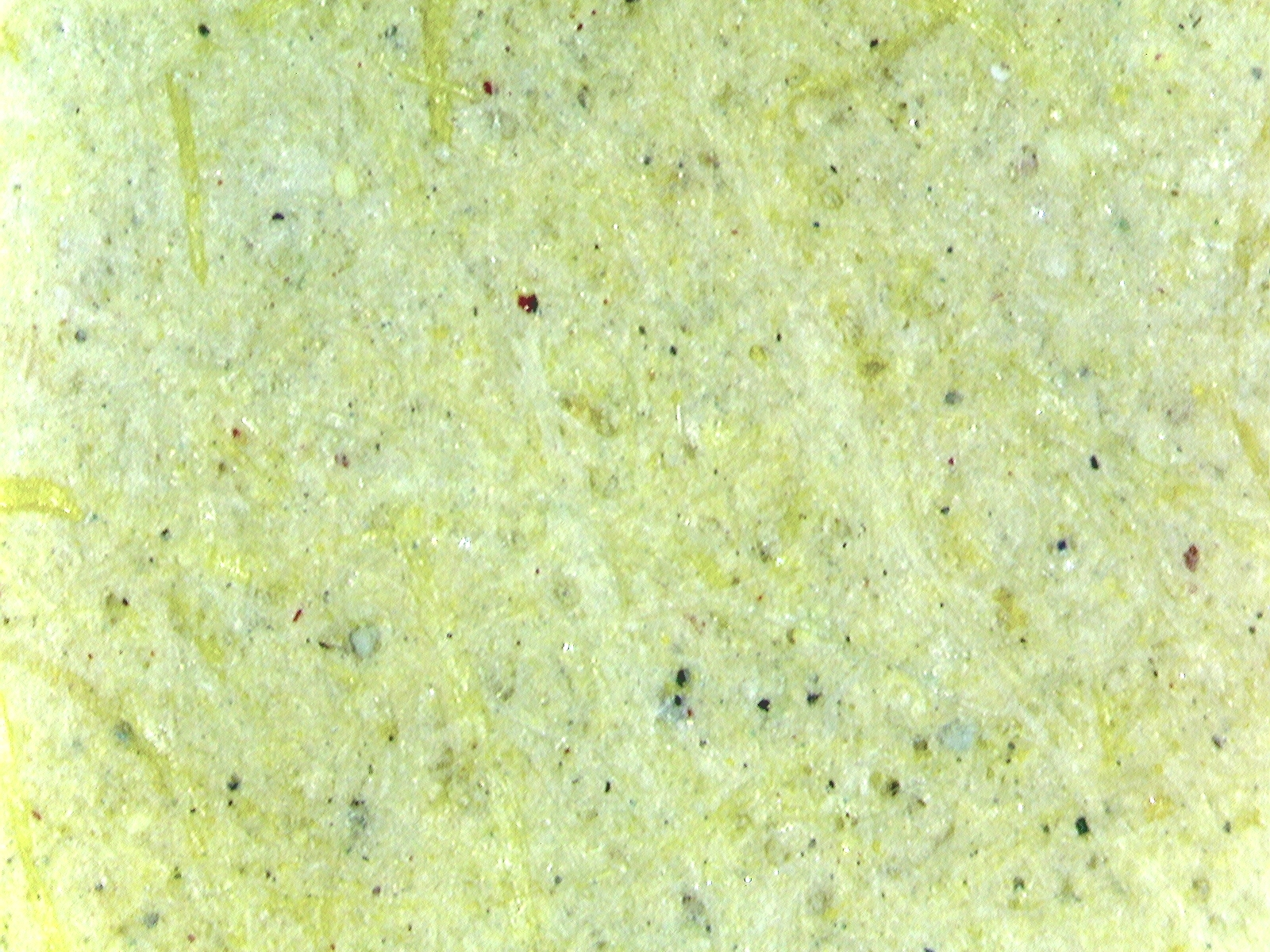
Löschpapierstruktur bei 200facher Vergrößerung

Löschpapier enthält keinen Leim und saugt über den Kapillareffekt die Tinte auf. Da Schüler oft mit Tintenfüllfederhaltern schreiben, dient das auf die noch feuchte Tinte aufgedrückte Löschblatt dem beschleunigten Trocknen der Tinte und verhindert so ein Verschmieren des Schriftbilds sowie die Verschmutzung von Händen und Kleidung. Für die Herstellung von Löschpapieren werden gebleichte Fasern von Baumwoll-Linters verwendet. Sie sind besonders dauerhaft (lichtbeständig), weich und saugfähig, jedoch mechanisch nur gering belastbar. Für weniger hochwertiges Löschpapier wird bis zu 50 % gemahlener Holzschliff von Pappeln oder Nadelgehölzen zugesetzt. Löschpapier hat die Eigenschaft, dass es sich bei der Aufnahme von Feuchtigkeit ausdehnen kann. Für weißes Löschpapier wird eine chlorfreie Bleiche genutzt. Löschpapier wird bei der Herstellung und Trocknung nicht zusätzlich verdichtet. Löschpapier eignet sich wegen seiner stark saugenden Eigenschaften zum Entfernen von Wachsflecken aus Textilien.

## Trivia
Der Einsatz von Löschpapier wird durchaus kontrovers diskutiert: Dem Vorteil, ein Verwischen noch feuchter Tinte zu vermeiden, steht der Nachteil entgegen, dass der Tinte wenig Zeit verbleibt, tief in die Papierfaser einzudringen. Tiefes Eindringen der Tinte in die Papierfaser ist aber eine wichtige Voraussetzung für die Dauerhaftigkeit der Schrift. Dauerhaftigkeit der Schrift mag im täglichen Umgang mit Tinte eine geringe Rolle spielen, nicht aber, wo Dokumentenechtheit oder Urkundenechtheit eine Rolle spielt (Notare, Rechtsanwälte etc.).